# KK Rijeka
Maillots
Le Košarkarški Klub Rijeka, ou Kvarner Resort Novi Rijeka, est un club croate de basket-ball basé dans la ville de Rijeka.  Le club cesse d'exister en 2009.

## Noms successifs
- 2006-2010 : Kvarner Resort Novi Rijeka
- Avant 2006 : Triglav Osiguranje Rijeka